# ФК „Ботев“ (Козлодуй)
ФК „Ботев“ е бивш български футболен клуб от град Козлодуй. Състезава се в Северозападна В група, 3-то ниво на българския футбол.

## История
Първият футболен отбор на град Козлодуй се основава през 50-те години на XX век. Тогава отборът играе в областната група на гр. Враца. През 1974 г. след основаването на АЕЦ „Козлодуй“ се сформира и сегащният клуб. Първо носи името „Първа Атомна“, а от 2000 г. се регистрира нов футболен клуб със старото име „Ботев“. Най-големият успех на клуба е 12-о място в Б ПФГ през сезон 1976/77. Отборът достига 2 пъти до Б ПФГ. През сезон 2014/15 „Ботев“ изпада от Северозападната В група.

## Стадионът
Стадион „Христо Ботев“ е създаден през 1970 г. Има само една трибуна, която е заета с пейки. След модернизацията през 2008 година съоръжението става прилично с оглед стандартите на аматьорските футболни групи. Рекордът за посещаемост на стадиона е 3000 души.

## Детско-юношески футбол
От 2000 до 2007 клубът практикува само детско-юношески футбол. През 2001 г. по покана на Николай Радлев отборът на деца, родени 1987 и 1988 г., участва на силния международен турнир в гр. Велс, Австрия. Там момчетата, водени от треньора Диан Попов и председателя на клуба Благовест Витанов, печели бронзови медали и трето място. По същото време 2 деца, родени 1988 г. – Тодор Александров и Пламен Трифонов (брат на Румен Трифонов), са извикани в националния отбор на България и участват в турнира „Никола Котков“ под ръководството на Григор Петков. Това е и най-големият успех на детско-юношеска формация на отбора.

## Настояще и бъдеще
През 2009 г. клубът печели промоция за СЗ В АФГ и през сезон 2009/10 се подвизава там. През лятото стадионът претърпява поредната модернизация след идването на новото правителство в града. В мач от първия кръг на СЗ В ФГ, „Ботев“ побеждава „Алмус Биър“ Сталийска Махала с 4:1.
След две поредни загуби в 3-тия и 4-тия кръг треньорът Станислав Стоянов е уволнен, а на негово място е назначен един от най-добрите защитници през XX век в България Николай Арабов. Арабов е играл в Сливен (1971 – 1987/пр., 1992/93), Спартак (Плевен) (1987/ес.), Локомотив (Пловдив) (1988), Червено знаме (1988/ес.-1992), Анагениси (Кипър) (1987, 23 мача с 1 гол) и в Тирана (Албания) (1993 – 1994). Има 331 мача и 9 гола в А група. Бил е треньор на Академик (Свищов) и албанските отбори Тирана, Партизани и Флямуртари.
Преди сезон 2016/17 „Дунав 98“ (Селановци) се обединява с „Ботев 2008“ (Козлодуй) в „Първа атомна“ (Козлодуй).